# توده ایلو ترامن
توده ایلو ترامن (به اسپانیایی: Tramen Tepui) یک توده‌کوه در ونزوئلا است، که در ایالت بولیوار واقع شده‌است. توده ایلو ترامن ۲٬۷۰۰ متر بالاتر از سطح دریا واقع شده‌است.